# Psalmopoeus intermedius
Psalmopoeus intermedius är en spindelart som beskrevs av Chamberlin 1940. Psalmopoeus intermedius ingår i släktet Psalmopoeus och familjen fågelspindlar.
Artens utbredningsområde är Panama. Inga underarter finns listade i Catalogue of Life.